# Pánico lavanda

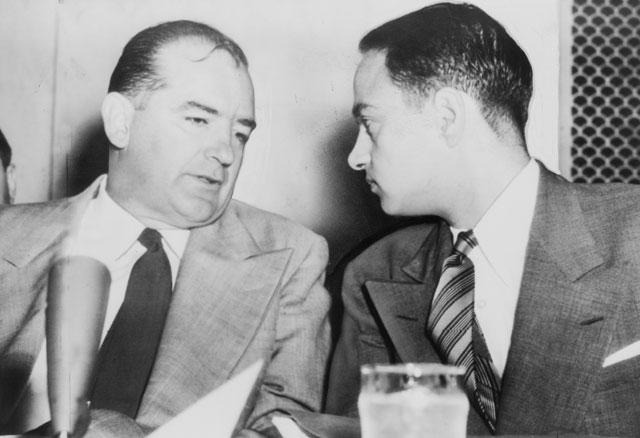
Joseph McCarthy y Roy Cohn durante las audiencias Army-McCarthy. (1954)

El «pánico lavanda» (en inglés: Lavender Scare, «terror lavanda», en referencia al color lavanda) hace referencia a la persecución de homosexuales en la década de 1950 en Estados Unidos, similar a la sufrida por los comunistas, el llamado Red Scare, el «terror rojo». Hombres gays y mujeres lesbianas se consideraban como un riesgo para la seguridad nacional y simpatizantes del comunismo, lo que llevó a excluirles de cualquier agencia federal. Se creía que debido al estigma entorno a su orientación sexual, eran vulnerables al chantaje, lo que ponía en riesgo la seguridad nacional. Las lesbianas se consideraban de menor riesgo, pero también algunas de ellas fueron interrogadas o perdieron sus trabajos.
El pánico lavanda normalizó la persecución de homosexuales a través de la institucionalización burocrática de la homofobia. El senador de Estados Unidos Alan Simpson escribió: «El denominado Red Scare ha sido el centro de atención de muchos historiadores durante ese periodo. Un evento menos conocido pero que hizo daño a muchas más personas fue la caza de brujas que McCarthy y otros llevaron a cabo contra los homosexuales»

## Etimología
El nombre de la persecución fue popularizado por David K. Johnson en su ensayo de 2004 sobre la campaña contra los homosexuales, The Lavender Scare. El título del libro se inspiró en el término «lavender lads», usado repetidamente por el senador Everett Dirksen como sinónimo de los hombres homosexuales. En 1952, Dirksen dijo que una victoria del Partido Republicano en las elecciones de noviembre llevaría a eliminar a todos los «lavender lads» del Departamento de Estado. La expresión también fue utilizada por la revista Confidential, conocida por sus cotilleos sobre la sexualidad de los políticos y las estrellas de Hollywood.

## Historia
Antes de que comenzaran las investigaciones del congreso de 1950, las instituciones estadounidenses ya habían desarrollado un intrincado y efectivo sistema de reglas, tácticas y personal para descubrir homosexuales que se convertirían en mecanismos de ejecución durante el pánico lavanda. Naoko Shibusawa señala que el sistema estaba relacionado con la expansión de la burocracia durante finales del siglo XIX, con instituciones que sistemáticamente categorizaban a las personas como aptas o no aptas, incluyendo a los homosexuales en la categoría de no aptos junto a personas designadas como «criminalmente insanas» o «moralmente depravados», incluso aunque no siempre lo pusieran en práctica hasta más adelante. Margot Canaday y Michael S. Sherry señalan que la homofobia de la Guerra Fría (así como una moral y pánico sexual que datan de la Gran Depresión) tuvo lugar en un contexto de «cambios en la percepción de las relaciones entre géneros, razas, las dislocaciones en curso del capitalismo tardío, la urbanización sin fin, las crisis económicas y exteriores, el ajuste de posguerra y el afianzamiento de una sociedad y una cultura de consumo supuestamente dominadas por las mujeres». A pesar de ello, la exclusión de los gays del servicio civil, por otro lado, no se tomaba en consideración antes de la Guerra Fría. Frente a lo que ocurría en el ejército, al Departamento de Estado no le preocupaban los gays en la Guerra. Dicha cuestión tampoco estaba en el radar público, excepto en su caso en la percepción del cuerpo diplomático como un grupo de tipos afeminados y privilegiado.
En 1947, al inicio de la Guerra Fría y una preocupación en aumento por la seguridad nacional, el Departamento de Estado inició una campaña para limpiar el departamento de comunistas y homosexuales, y establecieron un conjunto de «principios de seguridad» que inspiraron la creación de un test dual de lealtad y seguridad que sirvió de modelo para otras agencias gubernamentales, y como base de un programa de seguridad aplicable a todo el gobierno bajo la administración del Presidente Dwight D. Eisenhower. Siguiendo estos principios, se consideraba personas «desleales» a los comunistas, sus socios y aquellos culpables de espionaje, así como personas conocidas por «alcoholismo habitual, perversión sexual, infamia moral, irresponsabilidad financiera o antecedentes penales», y no podían ser empleados por el gobierno. Con la inclusión de «perversión sexual» entre las características que hacían a una persona no apto para el trabajo en el gobierno, la discriminación contra los homosexuales fue tomando forma implícitamente en la política del Departamento de Estado, y se introdujo en los protocolos y procedimientos del gobierno federal. Entre 1947 y 1950, unos 1700 solicitantes de trabajo en el gobierno federal fueron rechazados por alegaciones de homosexualidad.
El lenguaje del pánico lavanda era conscientemente vago, ya que en lugar de referirse a ello directamente, a menudo los homosexuales y pervertidos eran denominados «débiles morales», «inadaptados sexuales», «riesgos morales», «inadaptados», «indeseables» o personas con «moral inusual». El término eufemístico «riesgo de seguridad» era utilizado por mucha gente en aquel momento, y muchos historiadores asumieron que se refería a una versión más suave de un Comunista —alguien con simpatías comunistas pero sin conexiones directas con el partido—. «Riesgo de lealtad» y «riesgo de seguridad» se consideraban expresiones similares o, de hecho, el mismo término para la misma cosa. Pero «al definir las diferencias entre un riesgo de lealtad y un riesgo de seguridad, los funcionarios a menudo explicaban que lealtad» señalaba un estado de ánimo, un deseo consciente de traicionar secretos, mientras que «seguridad» señalaba comportamientos o asociaciones que podrían llevar a que alguien sin quererlo o sin darse cuenta traicionara secretos en el futuro. De esta manera, tanto el gobierno como el departamento de estado se daban la posibilidad de expulsar a funcionarios sin pruebas de que fueran comunistas, sino por el simple riesgo de que de manera inadvertida de determinadas tendencias o posibilidades.
Incluso antes del establecimiento de los principios de seguridad del Departamento de Estado de 1947, el ejército de Estados Unidos había desarrollado políticas discriminatorias dirigidas a gays y lesbianas. En 1940, el presidente Roosevelt y sus asesores del Selective Service fueron convencidos por unos psiquiatras de la necesidad de llevar a cabo programas para determinar la salud mental de los potenciales soldados para reducir de esa manera el coste de la rehabilitación psiquiátrica de los veteranos que retornaban. Aunque el plan inicial de exámenes psiquiátricos a los reclutas del ejército no incluían referencias directas a la homosexualidad, en un año se añadieron tales referencias —este desarrollo en los procesos burocráticos del ejército contribuyó a la preocupación por la homosexualidad durante la Segunda Guerra Mundial—. Las nuevas directivas de exámenes psiquiátricos y procedimientos introdujeron en el ejército la idea de que los homosexuales no eran aptos para prestar servicios en el ejército porque no eran mentalmente estables: un cambio frente al enfoque tradicional de considerar la homosexualidad como un delito. Durante la Primera Guerra Mundial, la ley militar incluyó el castigo a los homosexuales, y durante la Segunda Guerra Mundial, se prohibió la homosexualidad en todas las ramas del ejército en 1943. A pesar de toda la legislación, la necesidad de tropas permitió que ingresaran algunos homosexuales para luchar en le guerra. En torno a 4,000-5,000 de los 18 millones de hombres que se tuvieron en consideración fueron rechazados. Los soldados tenían la obligación de denunciar actos homosexuales por parte de otros soldados. Entre dos mil y tres mil soldados fueron considerados sospechosos de ser homosexuales en el ejército, expulsando a más mujeres que hombres.
Si la llegada de gente a Washington D. C. durante el New Deal dio lugar a los ambientes urbanos y profesionales que permitieron florecer a la subcultura gay y lesbiana, la Segunda Guerra Mundial aceleró el proceso: para muchos gays y lesbianas, la guerra fue una experiencia nacional de salida del armario. La movilización para la Segunda Guerra Mundial y la experiencia de la guerra dio lugar a una nueva adición al paisaje social y urbano de Estados Unidos: la comunidad gay y lesbiana. Para muchos estadounidenses, esta visible cultura homosexual parecía ser la prueba de sus sospechas de que la guerra había acabado con los códigos morales puritanos, aligerado las costumbres sexuales y sin lugar a dudas representaba una amenaza viable a los ideales puritanos sobre los roles de género, la heterosexualidad y la familia nuclear. Tras la guerra, a medida que las familias se reunían y que Estados Unidos luchaba por retomar su vida, se propagó una narrativa nacional que idealizaba versiones de la familia nuclear, la heterosexualidad y los roles de género tradicionales en el hogar y en el puesto de trabajo.
En 1950, el mismo año que el senador Joseph McCarthy afirmó que había 205 comunistas escondidos en el Departamento de Estado de los Estados Unidos, John Puerifory, el subsecretario de estado, afirmó que existía un «movimiento clandestino homosexual» en el Departamento de Estado, y que habían permitido que 91 homosexuales dimitieran. Tan solo dos de ellos eran mujeres. A resultas de esto, la administración el presidente Harry Truman fue acusada de no haberse tomado la «amenaza» de la homosexualidad suficientemente en serio. En junio de 1950 se puso en marcha una investigación sobre el empleo por parte del gobierno de homosexuales. Los resultados no se conocieron hasta diciembre, pero entretanto aumentaron los despidos por alegaciones de homosexualidad, de una media de 5 a 60 al mes. El 19 de abril de 1959, el presidente de los republicanos Guy George Gabrielson dijo que «los pervertidos sexuales que se han infiltrado en nuestro gobierno en los últimos años «eran» tal vez tan peligrosos como los verdaderos comunistas». Debido a que la mayoría de los homosexuales en la década de 1950 «estaban en el armario» y algunos estaban casados, se asumía que serían más susceptibles de ceder al chantaje por lo que se les clasificó como riesgos para la seguridad del estado. Irónicamente (aunque no fue públicamente conocido hasta décadas más tarde), McCarthy contrató a un consejero jefe de su subcomité del Congreso que era homosexual, Roy Cohn, aunque en el armario. Juntos, McCarthy y Cohn - con el apoyo entusiasta del director del FBI, J. Edgar Hoover - fueron responsables de despedir a una multitud de hombres homosexuales y mujeres lesbianas que eran funcionarios, y de atenazar a muchos de sus opositores utilizando rumores sobre su homosexualidad. En 1953, durante el final de la administración Truman, el departamento de Estado informó de que había despedido a 425 empleados por alegaciones de homosexualidad. Mientras que el Secretario de Estado Dean Acheson teóricamente defendió a los empleados del Departamento de Estado, llamando a las payasadas de McCarthy un «sucio negocio», el departamento en su conjunto respondió a las alegaciones contra él con redoblados esfuerzos de eliminar la homosexualidad de sus filas.
McCarthy a menudo utilizó acusaciones de homosexualidad como táctica de desprestigio en su cruzada anticomunista, combinando a menudo el Segundo Terror Rojo con el pánico lavanda. En una ocasión, fue tan lejos como para anunciar a los periodistas «si queréis ir contra McCarthy, chicos, tendrás que ser un comunista o un chupapollas». Al menos un historiador argumenta que, al vincular el comunismo con la homosexualidad y con la inestabilidad psicológica, McCarthy utilizaba la culpabilidad por asociación cuando la evidencia por comunismo no existía. La retórica política del momento a menudo vinculaba a los comunistas con los homosexuales, y la creencia general entre el público era similar, considerando que ambos grupos eran «moralmente débiles» o «psicológicamente disturbados», además de no tener dios y de poner en peligro a las familias tradicionales.
Por ejemplo, McCarthy declaró en el senado sobre dos personas, «Caso 14» y «Caso 62», como comunistas que suponían «riesgos inseguros» que él vinculó directamente a su homosexualidad. Dijo que un oficial de inteligencia le había dicho «cada activo comunista está perturbado mental o físicamente», dando por sentado que estas personas eran vulnerables a ser reclutadas por los comunistas por su «peculiar perturbación mental» como homosexuales.
Como resultado del Departamento de Estado ahora manchado de homosexualidad, muchos funcionarios se dieron cuenta de que podían percibirles como homosexuales. A menudo rechazaban ser vistos en pares, y hacían declaraciones confirmando su heterosexualidad cuando se presentaban. Por ejemplo, un empleado a menudo diría en las fiestas, «Hola, soy fulanito, trabajo para el Departamento de Estado. Estoy casado y tengo tres niños».

### Orden Ejecutiva 10450
En 1953, el presidente Eisenhower firmó una Orden Ejecutiva 10450, que establecía estándares de seguridad para el empleo en las instituciones federales, y prohibían a los homosexuales trabajar en el gobierno federal. Las restricciones establecidas hicieron que cientos de gays fueran expulsados del Departamento de Estado. La orden ejecutiva también fue la causa del despido de unos 5.000 gays de empleo federal, incluyendo contratistas privados y personal del ejército. Las víctimas no solo perdieron sus trabajos, además fueron sacados del armario y presentados públicamente como gays o lesbianas.
En particular, el programa de lealtad de Truman se extendió a través de esta orden ejecutiva: «perversión sexual» se añadió a la lista de comportamientos que evitarían que una persona pudiera tener una posición en el gobierno. Se pusieron en práctica muchas regulaciones y políticas nuevas para detectar y eliminar a las personas gays, lesbianas y bisexuales. Estos nuevos procedimientos para detectar homosexuales a menudo se utilizaban para entrevistar y buscar señales sobre la orientación sexual. También investigaron los lugares que frecuentaban estas personas, como bares gays, e incluso encontraban a personas culpables por asociación. Si sus amigos o familia mostraban signos de ser homosexuales, ellos también podrían caer bajo sospecha.
En torno a la mitad de los años 1950, similares políticas represivas y opresivas se habían puesto en marcha en gobiernos estatales y locales, ampliando las prohibiciones sobre el empleo de lesbianas o gays hasta llegar a cubrir a doce millones de trabajadores - más del 20% de la fuerza laboral de Estados Unidos —que ahora tenían que firmar juramentos sobre su paridad moral para poder acceder a nuevos puestos de trabajo o mantenerlos—.
Durante el reclutamiento para la guerra de Vietnam, algunos hombres a veces trataban de explotar la Orden Ejecutiva 10450 para tratar de evitar el servicio militar - a menudo alegando ser homosexual, mintiendo sobre ello, y adoptando maneras estereotipadas de los hombres gays, o presentando cartas de psiquiatras. Aunque en algunas ocasiones tenían éxito, otras veces los hombres eran reclutados a pesar de haber proclamado su homosexualidad. Ello probablemente era por la necesidad de cumplir con las cuotas de reclutamiento, y ante la preocupación de que estaban tratando de evitarlo fraudulentamente.
En 1973, un juez federal sentenció que la orientación sexual de una persona no podía ser la única reunión para el despido de un empleo federal, y, en 1975, la comisión de servicios de Estados Unidos anunció que tomarían en consideración solicitudes de gays y lesbianas examinando cada caso por separado. La Orden Ejecutiva 10450 se mantuvo parcialmente en vigor hasta 1995 cuando el presidente Bill Clinton la rescindió y la sustituyó por la política del «don't ask, don't tell» para admitir a los gays en el ejército. En 1998, también se eliminó el lenguaje de la orden relativa al empleo y la orientación sexual, a través de la Orden Ejecutiva 13087 del propio Clinton. Y, en 2017, la orden fue expresamente anulada por Barack Obama a través de la Orden Ejecutiva 13764.

### Asociación del comunismo con «subversivos»
Tanto los homosexuales como los miembros del Partido Comunista de los Estados Unidos se consideraban elementos subversivos en la sociedad estadounidense que compartían los mismos ideales de antiteismo, rechazo a la burguesía y a la moral de clase-media, y falta de conformismo. También se les consideraba intrigantes y manipuladores y, más importante, que tendrían su propio beneficio por encima del del resto a los ojos de la población en general. McCarthy también asociaba la homosexualidad y el comunismo como «amenazas para el modo de vida americano». [Los homosexuales y comunistas] eran percibidos como subculturas ocultas con sus propios lugares de reunión, literatura, códigos culturales y vínculos de lealtad. Se consideraba que reclutaban a los psicológicamente débiles o disturbados y muchos creían que ambos grupos trabajaban unidos para ir contra el gobierno. David K. Johnson señala que sin una fibra moral estadounidense idealizada y tradicional, cualquier ciudadano podría sucumbir a las tentaciones inmorales de los homosexuales; y en último caso podrían ser seducidos por el comunismo. La asociación de la homosexualidad con el comunismo fue una herramienta política conveniente para desarrollar e implementar una política homofóbica y discriminatoria en todo el gobierno federal. Fue fácil convencer a un Congreso preocupado por la contención del comunismo responder a la que se percibía como amenaza homosexual porque ya les veían no solo como elementos subversivos de la cultura estadounidense, pero como elementos subversivos desde el punto de vista político. La homosexualidad se vinculaba directamente a problemas de seguridad y más empleados del gobierno fueron despedidos por su orientación sexual homosexual que por ser de izquierdas o comunistas. George Chauncey señalaba que: «El espectro del homosexual invisible, igual que el del comunista invisible, perseguían al Estados Unidos de la Guerra Fría», y la homosexualidad (y por implicación los propios homosexuales) se calificaban constantemente no solo como como una enfermedad, si no como una invasión, igual que el peligro del comunismo y los subversivos.
Según Naoko Shibusawa, las visiones del mundo en su conjunto y del rol que Estados Unidos jugaba en el mismo hicieron que el temor y el odio hacia los gays se incrementara en aquel periodo. Shibusawa señala que la supuesta amenaza en aumento que suponía la homosexualidad fue utilizada por economías políticas competidoras y formada por un elemento ideológico generado por la ola de homofobia que produjo el pánico lavanda en el Estados Unidos de la posguerra. Las nociones sobre sexualidad eran parte de las narrativas que formaron puntos de vista en el mundo, definieron relaciones y dirigieron la acción; la agitación sobre posibles traidores gays, además, derivaba también de los esfuerzos por distinguir la civilización estadounidense ola modernidad, no solo de los soviéticos, pero también de las «masas» del mundo descolonizado. Según Shibusawa, se había convencido a los estadounidenses de que el declive moral era inevitable desde el periodo de la Ilustración y creían que la narrativa de un avance exitoso hacia el progreso y la modernidad siempre acababan mal; desde los inicios del país, los estadounidenses buscaban signos de «sobrecivilización», y el aumento de la homosexualidad eran signos de sobrecivilización. Shibusawa señala que la sexualidad era una manera elemental utilizada por las jerarquías de poder en un marco imperialista: quien era civilizado o no civilizado o digno o indigno y que para la mitad del siglo XX, estas racionalizaciones estaban fuertemente influenciadas por la teoría freudiana que era ideológica pero adoptada e implementada como si fuera simplemente ciencia objetiva. Por ello, dice Shibusawa, muchos pensaban que Estados Unidos tenía un rol fundamental para estabilizar el mundo global antes controlado por el poder de los imperios europeos, y ello se convirtió en un tema recurrente en el discurso público. Señala que esto es evidente no solo en la prensa, pero también en otra publicación ampliamente divulgada, la revista Reader's Digest, que tenía objetivos pedagógicos, nacionalistas e internacionalistas durante la Guerra Fría.
El senador Kenneth Wherry también trató de invocar una conexión entre la homosexualidad y anti-nacionalismo. Dijo que una entrevista con Max Lerner: «No puedes separar a los homosexuales de los subversivos». En esa misma entrevista, dibujó una línea entre los estadounidenses y los hombres gays: «Mira, Lerner, ambos somos estadounidenses, ¿verdad? Yo digo, saquemos a estos tipos [hombres gays en el armario que tienen posiciones en el gobierno] del gobierno».
El término «Homintern» se creó en los años 1930, posiblemente por Cyril Connolly, W. H. Auden, o Harold Norse, jugando con el término «Comintern». Fue utilizado por primera vez para describir un grupo imaginario de hombres gays que controlaban el arte en el mundo, y, más adelante, como referencia a una «fantástica internacional gay que trataba de controlar al mundo«. En 1952, un artículo de R. G. Waldeck argumentaba que esta conspiración fue una razón real e importante para expulsar a personas homosexuales del Departamento de Estado, más importante incluso que la posibilidad de chantaje, y su artículo entró en el Registro del Congreso y ha sido citado por otros.
Mientras que la Mattachine Society fue fundada por Harry Hay, que había sido miembro del partido comunista de Estados Unidos, abandonó la asociación cuando los miembros señalaron que su afiliación política suponía un riesgo para la organización que él había fundado.

### Subcomité de Investigaciones
El Subcomité de Investigaciones era un subcomité del Comité de Gastos en los Departamentos Ejecutivos. Este subcomité estaba presidido por el Senador Demócrata Clyde R. Hoey entre 1949 y 1952 e investigaba «el empleo de los homosexuales en la plantilla federal». Un informe relacionado con ello, conocido como el informe Hoey, establecía que todas las agencias de inteligencia del gobierno estaban «totalmente de acuerdo de que los pervertidos sexuales del gobierno suponían un riesgo para la seguridad». Las audiencias de la invesgicación del Comité Wherry-Hill y Hoey tuvieron lugar entre marzo y mayo, y julio y septiembre de 1950 respectivamente. El senador republicano Kenneth Wherry y el demócrata Lester Hill formaron un subcomité para llevar a cabo una investigación preliminar sobre la «infiltración de subversivos y pervertidos morales en la rama ejecutiva del Gobierno de Estados Unidos». Ningún registro de la investigación Wherry-Hill sobrevivió más allá de la cobertura por parte de la prensa y dos informes publicados. Uno de ellos contenía las declaraciones del director de la Policía Metropolitana, el teniente Roy Blick, que testificó que 5.000 homosexuales vivían en Washington D. C., y en torno a 3.700 eran empleados federales. Los comentarios del teniente Blick, que en el mejor de los casos eran pura especulación, alentados por la tormenta mediática que rodeaba a la controversia sobre los gays en el gobierno; la investigación preliminar Wherry-Hill convenció al Senado para lanzar una investigación a gran escala.
La investigación fue asignada al Comité de Gastos en los Departamentos Ejecutivos, dirigido por el senador Clyde Hoey, y el Senado autorizó por unanimidad la investigación sobre la perversión sexual en la plantilla federal; con la ira en aumento, ningún senador se atrevió a oponerse y poner en riesgo su carrera política. Investigando el «empleo de homosexuales y Otros pervertidos sexuales en el gobierno», el subcomité llegó a ser conocido como el comité Hoey y aunque La Casa Blanca del presidente Truman estuvo muy implicada en la gestión de su metodología y procesos, el motor detrás de la investigación de los homosexuales fue el asesor en jefe, el antiguo agente del FBI Flanagan. El comité Hoey consultó y tomó testimonio a las fuerzas de la ley, las autoridades judiciales, al ejército, al departamento de seguridad y a expertos médicos. En lugar de descubrir pruebas de cualquier empleado federal al que se hubiera chantajeado para divulgar secretos por cuenta de su homosexualidad, la investigación descubrió considerables diferencias de opinión, incluso dentro del gobierno, sobre la política federal de exclusión de homosexuales y sobre si agentes de gobiernos extranjeros habrían intentado chantajear a los homosexuales.
El informe del comité Hoey, que salió a mitad de diciembre de aquel año, ignoró las ambigüedades de los testimonios y consideró sin lugar a dudas que «no había espacio en el gobierno de Estados Unidos para personas que violan las leyes o los estándares de moralidad aceptados», especialmente aquellos que «perjudican la reputación del gobierno federal por conductas escandalosas o infames», señalando que gays y lesbianas no estaban capacitados para formar parte del gobierno federal porque eran «riesgos de seguridad» así como la gente involucrada en actividades ilegales e inmorales. El comité recomendaba que la política y procedimientos del ejército se utilizaran como modelo; en materia de políticas expresas, procedimientos estandarizados, cumplimiento uniforme, vigilancia constante, y coordinación con las fuerzas de seguridad sobre los homosexuales, el ejército estableció el precedente. Es más, el comité Hoey establecía que en el pasado, el gobierno federal «había adoptado un punto de vista realista sobre el problema de la perversión sexual», y que para proteger de forma adecuada el «interés público», el gobierno federal debió «adoptar y mantener una actitud realista y vigilante de cara al problema de los pervertidos sexuales en el Gobierno».
Los descubrimientos de la investigación del comité Wherry-Hill and Hoey contribuyeron a que el Pánico Lavanda se moviera más allá de la retórica republicana hacia una llamada bipartidista, purgando a las lesbianas y a los gays del empleo federal que rápidamente pasó a ser parte de la política estándar del gobierno en su conjunto. El objetivo y éxito de los comités Wherry-Hill y Hoey fue la construcción y promoción de la creencia de que los homosexuales en el ejército y en el gobierno federal constituían un riesgo para la seguridad que, ya fuera como individuos o trabajando en conspiración con miembros del partido comunista, amenazaban la seguridad de la nación.

### Sexualidad
Cuando Cohn contrató a G. David Schine jefe consultor del personal de McCarthy, se especuló que Schine y Cohn tenían una relación sexual. Durante las vistas Army-McCarthy, Cohn negó tener un «interés especial» en Schine o estar vinculado a él «de una forma más cercana a la de un amigo ordinario». Joseph Welch, abogado del ejército durante las vistas, hizo referencia a la homosexualidad de Cohn. Tras preguntar a un testigo, a solicitud de McCarthy, si una foto que estaba entre las pruebas «vino de un duendecillo», definió «duendecillo» como «un pariente cercano de una hada». Aunque «pixie/duendecillo» era el nombre de un modelo de cámara en aquel momento, la comparación con una «hada/fairy», término derogatorio para un gay, tenía implicaciones muy claras. Las personas que estaban en la vista reconocieron el insulto y lo encontraron divertido; Cohn calificó posteriormente el comentario de «malicioso», «perverso» e «indecente».
La alianza de McCarthy con Cohn también generó sospechas de que la relación entre el senador y su consejero jefe no era únicamente profesional, o que McCarthy estaba siendo chantajeado por Cohn. Antes, en 1952, el editor de Nevada Hank Greenspun escribió que McCarthy «a menudo participaba en actos homosexuales» y era habitual verle en el White Horse Inn, un bar gay de Milwaukee. El archivo del FBI sobre McCarthy contiene asimismo numerosas alegaciones, entre las que consta una carta de 1952 de un teniente del ejército que señalaba que «cuando yo estaba en Washington hace algún tiempo, [McCarthy] me recogió en el bar del [hotel] Wardman y me llevó a casa, y mientras yo estaba medio borracho, me sodomizó». J. Edgar Hoover llevó a cabo una investigación superficial de un alegado asalto sexual de un hombre joven; su enfoque era que «los homosexuales estaban en contra del senador McCarthy por su ataque sobre aquellos que se suponía que estaban en el gobierno».
Además, el escritor e investigador del Kinsey Institute, C. A. Tripp, escribe sobre McCarthy en su libro The Homosexual Matrix (La Matriz Homosexual), describiéndole como «predominantemente homosexual». Tripp compara la motivación de McCarthy (y de Cohn) a favor del Pánico Lavanda con el anti-semitismo de algunos judíos.

### Visión contemporánea de la homosexualidad
Washington D. C. tenía una amplia y activa comunidad gay antes de que McCarthy lanzara su campaña contra los homosexuales, pero a medida que pasó el tiempo y se extendió el clima de la Guerra Fría, también lo hicieron las visiones negativas sobre los homosexuales. Dado que la actitud social hacia la homosexualidad era abrumadoramente negativa y la comunidad psiquiátrica consideraba la homosexualidad como una enfermedad mental, los gays y las lesbianas se consideraban susceptibles de chantaje, constituyendo por lo tanto un riesgo de seguridad. Los funcionarios del gobierno de Estados Unidos asumían que los comunistas chantajearían a los empleados homosexuales del gobierno federal para que les entregaran información confidencial para evitar ser expuestos. El informe Crittenden Report de 1957, sobre una investigación en la Armada de los Estados Unidos concluyó que no había «base razonable para la creencia de que los homosexuales suponían un riesgo de seguridad» y criticó el anterior informe Hoey: «Ninguna agencia de inteligencia, por lo que hemos podido averiguar, aportó ningún dato fáctico al comité que apoyara de algún modo estas opiniones» y continuaba señalando que «la idea de que los homosexuales necesariamente supongan un riesgo de seguridad no se apoya en datos fácticos adecuados». El informe Crittenden se mantuvo secreto hasta 1976. Oficiales de la armada alegaban que no tenían conocimiento de estudios sobre la homosexualidad, pero los abogados supieron de su existencia y obtuvieron una copia haciendo una solicitud conforme a la Ley sobre la libertad de Información (en inglés: Freedom of Information Act). Desde septiembre de 1981, la armada señaló que seguía sin ser capaz de cumplir con la solicitud de la información que apoyaba el informe.
Shibusawa señala que la lógica del Pánico Lavanda era circular: la homofobia hacía presuntamente vulnerables a los gays y potencialmente víctimas de chantaje, pero las políticas homófobas de la época eran las que hacían a los gays más vulnerables al chantaje. Reducir el oprobio social dirigido hacia los gays como solución a su deslealtad nunca llegó a considerarse seriamente. Continúa diciendo que no parecía importar el hecho de que el precedente fáctico de un funcionario del gobierno o militar gay que había sido chantajeado para traicionar a su país por el enemigo soviético —o incluso por los más recientes enemigos del Eje— realmente no había ocurrido; la asociación entre homosexualidad y potencial deslealtad hacía que la distinción entre ambas se diluyera. En otras palabras, según Shibusawa, si uno pudiera saber quien era el traidor, este no cometería ninguna traición, y por ello, para enfrentarse a esta paradoja, las normas de seguridad del gobierno federal trataban de «localizar la traición como mal subrepticio haciéndola una función de otros males patentes». De esta manera, según Shibusawa, el Departamento de Estado seguía la lógica de caracterizar del mismo modo a todos aquellos con rasgos supuestamente indeseables, por muy ilógicas que fueran esas categorizaciones.
Fuera de los círculos gubernamentales, la actitud frente a la homosexualidad era más relajada, aunque no menos negativa. Entre el público en general, florecieron los chistes sobre como la homosexualidad rampaba a sus anchas en el departamento de estado, incentivados por escritores satíricos como Westbrook Pegler. Estos chistes llegaron a hacer el nombre del Departamento de Estado como sinónimo de homosexualidad, y reflejaban el temor de los estadounidenses de que el departamento de estado estaba siendo castrado y se estaba volviendo débil.
De cara a la visión general de la homosexualidad durante el pánico lavanda en Estados Unidos, fueron significativos los intentos de «limpiar» los espacios públicos de la supuesta amenaza moral de los gays. Esto se hizo patente en la «Pervert Elimination Campaign» (campaña para la eliminación de la perversión). El 1 de octubre de 1947, algunos cuerpos de policía comenzaron a arrestar a hombres gays en áreas en las que se practicaba cruising en distintas áreas de los parques del Distrito de Columbia. Aunque la mayor parte de ellos no pudieron ser llevados ante la justicia, muchos fueron detenidos el tiempo suficiente para ser incluidos en sus «archivos de pervertidos», oficializando el proceso de alguna manera. Esta práctica afectó a hombres de todas las edades —para 1950, unos doscientos hombres habían sido arrestados, y más de quinientos detenidos sin arresto a raíz de esta campaña—. Además de estar estrechamente vinculado con la idea de que los homosexuales que trabajaban para el gobierno eran una amenaza para la seguridad del Estado, —el detenido típico era un joven funcionario— esto también demuestra que el pánico lavanda fue más allá de ser una simple preocupación en relación a los funcionarios del gobierno y que afectó a la vida de los estadounidenses. Esta práctica demuestra el impacto que ha tenido el pánico lavanda en la más amplia comunidad LGTBI contemporánea y como las actitudes lgtbifobas contaminaron a todo el Estado en su conjunto.
Según John Loughery, autor de un estudio sobre la identidad gay en el siglo 20, «pocos acontecimientos indican lo psicológicamente trastornada que se estaba volviendo América en los años 50... que la presunta superposición de la amenaza comunista y homosexual».
La investigación de Evelyn Hooker, publicada en 1956, primera llevada a cabo sin ningún sujeto contaminado (hombres gays que hubieran sido tratados por enfermedad mental) demostró que no había correlación entre homosexualidad y enfermedad mental, frente a lo que indicaban investigaciones anteriores, que habían sido llevadas a cabo con sujetos contaminados. Hooker presentó a un equipo de tres evaluadores expertos los 60 perfiles psicológicos de su año de investigación. Dejó la interpretación de los resultados a terceras personas para evitar posibles sesgos. Los evaluadores concluyeron que no había diferencias entre los miembros de cada grupo. Demostró que la homosexualidad no es una enfermedad mental, lo que llevó a eliminarla del Catálogo de trastornos mentales de la Asociación Estadounidense de Psiquiatría.

### Experiencias de hombres y mujeres
Johnson sostiene que las lesbianas tenían menor riesgo de persecución que los gays porque «las lesbianas tradicionalmente tenían menos acceso al espacio público que los hombres, razón por la cual eran menos vulnerables al arresto y a la persecución por su homosexualidad». Sin embargo, las mujeres que tenían posiciones en el gobierno, como por ejemplo Madeleine Tress, que trabajaba para el Departamento de Comercio de los Estados Unidos, fueron sometidas a un intenso interrogatorio en abril de 1958 sobre su sexualidad seguido de una confesión de actividad homosexual durante su juventud. Tress fue obligada a dimitir. Esto se hizo igualmente en otros departamentos como las unidades de funcionarios, y en particular a Helen G. James. Ella se enfrentó a un interrogatorio sobre su vida privada y personal tanto dentro como fuera de la Oficina de Investigaciones Especiales. Tras su arresto, los investigadores de la OSE amenazaron con informar a la familia y amigos de James y la obligaron a firmar su salida de las Fuerzas Aéreas.
Los gays y las lesbianas fueron obligados a integrarse en una comunidad underground debido a las investigaciones llevadas a cabo por el gobierno a cualquiera sospechoso de ser homosexual. Los gays y las lesbianas sería referentes discretos para otros como ellos en las comprobaciones de seguridad. Un número desconocido de gays y lesbianas, expulsados de su modo de vida, enfrentados a la vergüenza y el desempleo, acabaron suicidándose. Esto pone de manifiesto el impacto que la persecución tuvo en el bienestar psicológico de aquellas personas.

## Resistencia

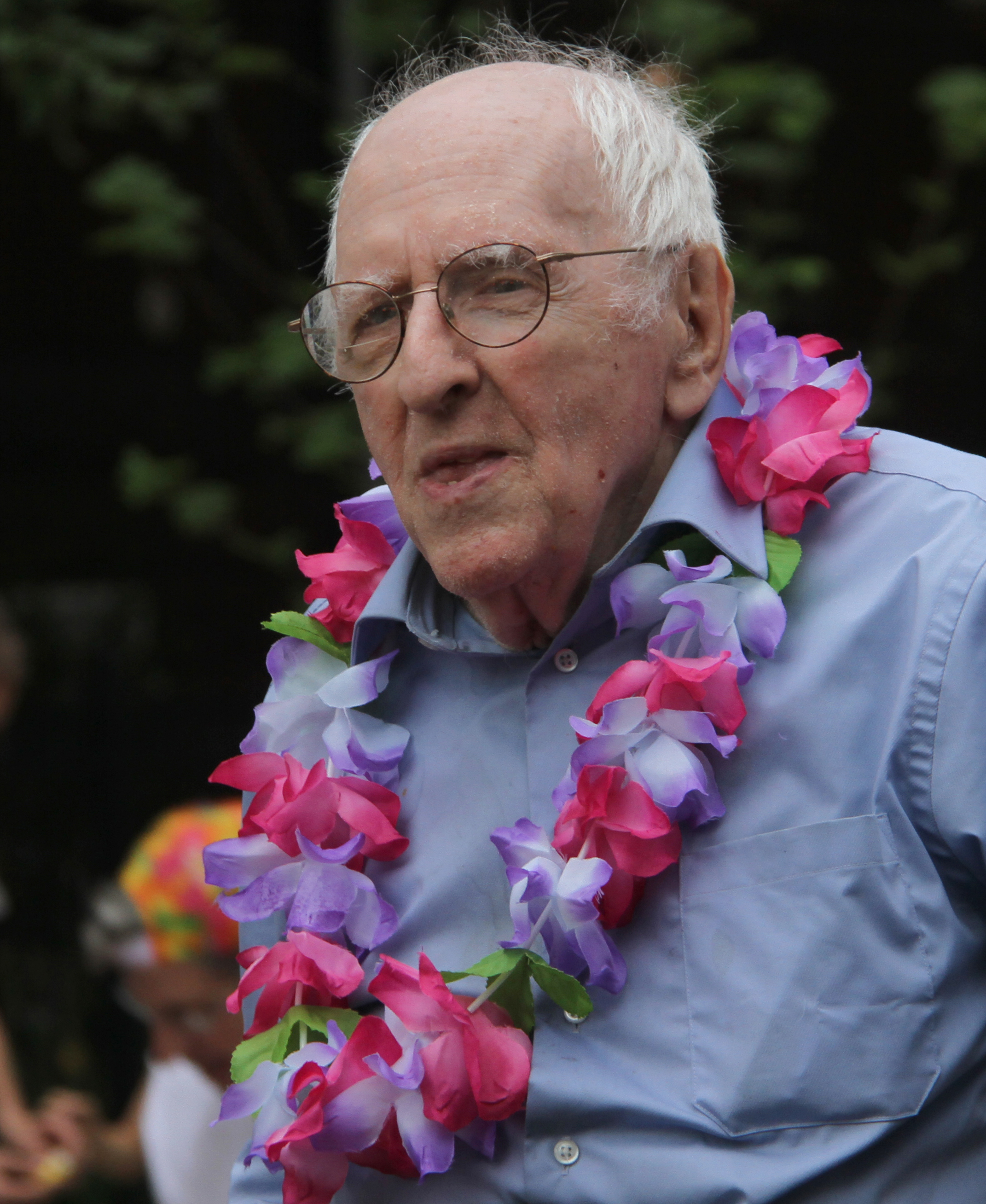
Frank Kameny

Uno de los primeros y más influyentes miembros del movimiento en favor de los derechos de los gays, Frank Kameny, fue despedido por su orientación sexual en 1957. Trabajaba como astrónomo para el Servicio de Mapas de los Estados Unidos, pero le despidieron durante el Pánico Lavanda y jamás consiguió otro trabajo en el gobierno federal de Estados Unidos. Esto hizo que Kameny dedicara su vida al activismo en favor del colectivo LGTBI. En 1965, cuatro años antes de los Disturbios de Stonewall, Kameny hizo un piquete en la Casa Blanca por los derechos del colectivo LGBTI.
Kameny fue clave en el establecimiento de la Mattachine Society of Washington (MSW) en 1960. Frente al resto de Mattachine Societies establecidas en California y otras partes de Estados Unidos en los 1950, la MSW de Kameny tenía valores que iban más allá de la asimilación en la cultura heterosexual. En parte, estos valores se derivaban de las experiencias de Kameny en políticas discriminatorias durante el Pánico Lavanda.
Junto a Kameny en su activismo estaba el cofundador del MSW - Jack Nichols. Nichols era alguien especialmente interesante puesto que era el hijo de un agente del FBI del mismo nombre - Douglas Charles ha escrito en detalle sobre su relación y cómo la posible vergüenza que la sexualidad de Nichols podría haber causado al FBI destruyó la relación entre ambos. Ello demuestra la naturaleza de oposición Esto demuestra la naturaleza opositora entre las organizaciones gubernamentales y las de defensa de los derechos de los homosexuales en aquella época y cómo esta animadversión se filtró claramente en las vidas personales de aquellos a los que afectaba, incluso en las de aquellos que, como Nichols, no fueron víctimas del «Pánico Lavanda» ni perdieron su ocupación.
Según Lillian Faderman, la comunidad LGBT formaba una subcultura propia en aquel momento, constituyendo «no solo una elección de orientación sexual, sino de orientación social». La Mattachine Society y las Daughters of Bilitis, que formaban los movimientos homófilos de los Estados Unidos, se vieron determinados en gran manera por el macartismo y el pánico lavanda. Eran organizaciones clandestinas que mantenían el anonimato de sus miembros.
Un grupo de ocho lesbianas de San Francisco constituyó un grupo llamado Daughters of Bilitis en septiembre de 1955. Inicialmente lo formaron como manera de «encontrarse e interactuar con otras lesbianas en un espacio seguro». Más adelante comenzaron a luchar para cambiar la leyes que criminalizaban la homosexualidad.
El movimiento a favor de los homosexuales, incluyendo a Daughters of Bilitis y a Mattachine Society, está considerado como predecesor de los movimientos de liberación de gays y lesbianas de finales de la década de los 1960 y principios de los 1970.
Los cambios en la cultura popular también llevaron a un incremento en la resistencia frente a la naturaleza homófoba de la sociedad. Escritores de ficción tales como John Horne Burns, Truman Capote, Charles Jackson, Carson McCullers, Thomas Hal Phillips, Jo Sinclair, Tereska Torrès, o Gore Vidal condujeron a los lectores a cuestionarse esa hostilidad colectiva hacia la homosexualidad. El homocriticismo se hizo mayoritario con a publicación de revistas beefcake. En 1949, Cosmopolitan publicó un artículo titulado The Unmentionable Minority (la minoría innombrable), sobre la lucha a la que se enfrentaban los homosexuales.

## Legado
Aunque el impulso fundamental del macartismo acabó a mediados de los años 1950 cuando la sentencia del caso de 1956 Cole v. Young complicó la posibilidad de que el gobierno federal despidiera a las personas por causas discriminatorias, el movimiento que se había puesto en marcha con el Pánico Lavanda siguió adelante. Este fue el caso por ejemplo con la Orden Ejecutiva 10450, que siguió en vigor hasta 1995, siguió prohibiendo a los gays que ingresaran en el ejército. Otra herramienta del Pánico Lavanda que persistió fue el Comité Legislativo de Investigación de Florida, al que también se referían como el FLIC o el Comité Johns. El FLIC fue fundado en 1956 y no se disolvió hasta 1964. El objetivo de este comité era operar en Florida, continuando el trabajo del Pánico Lavanda, investigando y despidiendo a profesores de escuelas públicas por ser gays. Durante los años en que estuvo activo, el FLIC fue responsable del despido de más de 200 profesores presuntamente gays. El FLIC fue disuelto tras la divulgación del Panfleto Lavanda como resultado de la rabia que generó su naturaleza explícita y pornográfica.
Asimismo se ha sugerido que la actitud contemporánea de cara al colectivo LGBT se formó en torno al Pánico Lavanda. La «Campaña de Eliminación de los Pervertidos» y la criminalización de hombres gay en espacios públicos demuestra como la actitud hacia el colectivo LGBT durante el Pánico Lavanda viró hacia la intolerancia en espacios públicos. Brandon Andrew Robinson ha planteado que la criminalización del colectivo LGBT en los espacios públicos ha impactado la manera en la que el colectivo existe hoy día en Estados Unidos. Robinson señala que la aceptación del colectivo LGBT depende de su habilidad para asimilar las instituciones heteronormativas de Estados Unidos, en parte debido a la intolerancia desarrollada hacia el colectivo LGBT en la esfera pública durante las ilusiones del Pánico Lavanda.
En enero de 2017, el Departamento de Estado se disculpó formalmente siguiendo la sugerencia del senador Ben Cardin. Cardin señaló también que las investigaciones del departamento de estado sobre la homosexualidad de los empleados del gobierno siguió hasta los años 1990.

## Documental
The Lavender Scare, dirigido por Josh Howard y narrado por Glenn Close, es un documental que cuenta lo que sucedió durante el pánico lavanda. David K. Johnson fue parte del proyecto, puesto que el documental se basa en su libro. Para ayudar a financiarlo, Josh Howard creó un Kickstarter (plataforma de mecenazgo) que cubrió su objetivo de donaciones. El documental fue realizado y exhibido en más de 70 festivales de cine alrededor del mundo, así como en salas de Nueva York y de Los Angeles en 2019. La cadena pública PBS lo divulgó en televisión el 18 de junio de 2019.

## En la cultura popular
La ópera de 2016 Fellow Travelers, basada en la novela de 2007 de Thomas Mallon, tiene lugar durante la era-McCarthy en Washington D. C. y se centra en la historia amorosa entre dos hombres que trabajan para el gobierno federal durante el pánico lavanda.
La serie de 2019 que muestra una historia alternativa, For All Mankind tiene entre sus protagonistas a dos empleados de la NASA que pretenden ser pareja para huir del pánico lavanda.
La miniserie de 2023 Fellow Travelers, basada también en la novela de 2007 de Thomas Mallon, se centra en el romance entre dos hombres que se conocieron en el momento álgido del macartismo a lo largo de varias décadas.